# جان فرانسوا كارون
جان فرانسوا كارون (بالفرنسية: Jean-François Caron)‏ هو سياسي فرنسي، ولد في 21 مايو 1957 في لوس إن جوهيل في فرنسا. حزبياً، نشط في حزب الخضر الفرنسي وEcology Generation ‏. وقد انتخب عضو مجلس جهوي وانتخب رئيس بلدية ‏.